# مصطفى جلبي
مُصطفى چلبي (1380م–1422م) المعروف أيضًا باسم "مُدَّعِي مصطفى" (بالتركية: Düzmece Mustafa أو Düzme Mustafa)‏، أمير عثماني و ابن السلطان العثماني بايزيد الأول. سعى للسيطرة على عرش الدولة العثمانية في أوائل القرن الخامس عشر. تولى حكم الروملي مرتين خلال الفترة من يناير 1419م إلى 1420م ومن يناير 1421م إلى مايو 1422م. اختفى بعد معركة أنقرة وظلَّ على هذه الحال سنواتٍ طويلة، ثُمَّ ظهر بعدها فجأة مُطالبًا بِالعرش. يعتقد البعض أن الذي ظهر بعد هذه الفترة الطويلة قد ل يكون مصطفى چلبي الحقيقي، بل شخص يدَّعي أنه هن، ولهذا يُسمى أيضا: "مُدَّعِي مصطفى" في المصادر العثمانية.

## الخلفية
كان مصطفى أحد أبناء السلطان بايزيد الأول. بعد معركة أنقرة عام 1402م التي هُزم فيها والده بايزيد على يد تيمورلنك، أُسر مصطفى وبايزيد نفسه. بعد ذلك، لم يُعثر على أي أثر له، وافتُرض أنه مات. وفقًا لأحد الروايات، بينما كان إخوته الأربعة يتقاتلون خلال عهد الفترة العثمانية، كان مصطفى محتجزًا في سمرقند (في أوزبكستان الحديثة). بعد وفاة تيمورلنك، عاد إلى الأناضول في عام 1405م واختبأ في أراضي الإمارات التركية.

## الثورة الأولى
بعد انتهاء عهد الفترة العثمانية التي خرج منها أخوه السلطان محمد الأول منتصرًا، ظهر مصطفى أو من يدَّعي بأنه هو مصطفى، كما كتبت المصادر العثمانية، في الروملي (الجزء الأوروپي من الدولة العثمانية) بمساعدة الإمبراطور البيزنطي مانويل الثاني. كما حصل على دعم ميرتشا الأول حاكم إمارة الأفلاق، وجنيت بك حاكم إمارة آيدين. طلب مصطفى من  السلطان محمد الأول، الذي هزم مؤخرًا إخوته الآخرين المطالبين بالعرش، تقسيم الدولة العثمانية معه. رفض محمد هذا الطلب وهزم قوات مصطفى بسهولة في المعركة. لجأ مصطفى إلى مدينة سالونيك البيزنطية في عام 1416م. بعد التوصل إلى اتفاق مع السلطان محمد الأول، نفى الإمبراطور البيزنطي مانويل الثاني مصطفى إلى جزيرة ليموس.

## الثورة الثانية (1421م–1422م)
بعد وفاة السلطان محمد الأول في عام 1421م، شعر مصطفى بأنه يمكنه هزيمة السلطان مراد الثاني، ابن  السلطان محمد الأول وخليفته. 
استولى مصطفى چلبي على جاليبولي بمساعدة البيزنطيين، الحصن الذي يتحكم في مضيق الدردنيل، وبعد الاستيلاء على إدرنة، العاصمة الأوروپية للدولة العثمانية، بدأ في حكم الروملي. بعد ذلك، أقنع الناس بأنه بالفعل ابن السلطان بايزيد الأول وكسب دعم الحكام الإقليميين العثمانيين في الروملي. رغم أن السلطان مراد الثانيأرسل قوات عبر مضيق البوسفور لهزيمة مصطفى، إلا أن هذه القوات انضمت إلى قوات مصطفى في معركة سازليديري (بالتركية: Sazlıdere)‏.
بعدها قرر مصطفى عبور مضيق الدردنيل وإكمال غزوه للجانب الآسيوي من الدولة العثمانية في الأناضول، واثقًا جدًا في قدراته.
ومع ذلك، في الأناضول، شجع ميهال أوغلو، أحد أحفاد كوسه ميهال (بالتركية: Köse Mihal)‏، وهو مناصر للسلطان مراد الثاني وكان مشهورًا في الروملي، حلفاء مصطفى على خيانته ودعم السلطان مراد بدلًا منه. بالإضافة إلى ذلك، تخلى عنه بعض حلفائه، ولا سيما جنيت بك. تخلى مصطفى عن آماله في غزو الأناضول وهرب إلى الروملي، بينما كانت قوات السلطان مراد تطارده. طلب السلطان مراد مساعدة سفن جمهورية جنوة لعبور مضيق الدردنيل بعد مصطفى، ودفع ثمنًا باهظًا لذلك. وسرعان ما لحقت قوات مراد بمصطفى وأسرته.

## الإعدام وما بعده
حُكم على مصطفى بالإعدام وتم شنقه في عام 1422م. 
لم يكن الشنق الطريقة المعتادة لإعدام أمراء السلالة العثمانية؛ كانت تُستخدم طرق إعدام أكثر "كرامة" عادةً. يُعتقد أن السلطان مراد أراد إرسال رسالة بأن مصطفى لم يكن عمه الحقيقي بل مُدعيًا. لذلك، أطلق عليه المؤرخون العثمانيون المعاصرون لقب "دزمه" (يعني "المزيف، المدعي"). ذكر المؤرخ العثماني عاشق باشا زاده أن مصطفى أُحضر زحفًا إلى مكان الإعدام، وأراد أن يقول شيئًا للسلطان مراد، لكن تم شنقه دون أن يُمنح الفرصة.
كما ذُكر أن أحد أبنائه كان محتجزًا كرهينة لدى الإمبراطور البيزنطي، لكن لا توجد معلومات عن مصيره. كما كانت هناك ادعاءات بأن مصطفى چلبي نجح في الهروب إلى إمارة الأفلاق، ثم إلى كافا، ثم عاد إلى سالونيك حيث شارك في حصار المدينة الطويل إلى جانب المدافعين البندقيين. في هذه الأثناء، أخرجت البندقية مدعيًا آخر يدعى مصطفى، زعم أنه ابن السلطان بايزيد الأول، وتعاون مع البحرية البندقية في ربيع عام 1425م.

## الإرث
تم العثور على عملاته الفضية التي ضُربت في أدرنة بتاريخ 824 هـ (1421 م)، وعملاته النحاسية التي ضُربت في سيريس، وهي موجودة حتى يومنا هذا.

## أسرته

### زوجته
تزوج ابنة السلطان أحمد جلائر، حاكم الدولة الجلائرية.

### إخوانه
- سُليمان چلبي (1377–1411م)، سيطر على الروملِّي بعد وفاة والده ونصبهُ أتباعهُ سُلطانًا.
- عيسى چلبي (1380–1406م)، ولَاه تيمورلنك على الأناضول الغربيَّة بعد هزيمة أنقرة.
- مُحمَّد چلبي (1389–1421م)، ولَّاهُ تيمورلنك أماسية وما جاورها من الأناضول الشمالي، تمكَّن من هزيمة إخوته كُلهم لاحقًا وتربَّع على عرش آل عُثمان بِصفته السُلطان مُحمَّد الأوَّل.
- موسى چلبي (ت. 1413م)، كان أسيرًا لدى تيمورلنك مع والده بايزيد، وهو من نقل جُثمانه إلى بورصة. عاون أخاه مُحمَّد لِلسيطرة على تخت السلطنة في أدرنة ثُمَّ أشهر العصيان بِدوره، فهزمه أخوه وقتله.
- مُصطفى چلبي (1393–1422م)، اختفى بعد معركة أنقرة وظلَّ على هذه الحال سنواتٍ طويلة، ثُمَّ ظهر بعدها فجأة مُطالبًا بِالعرش.
- أورخان چلبي، تُوفي صغيرًا.
- يُوسُف چلبي، اعتنق المسيحيَّة في وقتٍ لاحقٍ وتسمَّى باسم دمتريوس.

وإلى جانب الأبناء سالفي الذِكر، تنص مصادر أُخرى على أنَّهُ كان لِبايزيد أبناء آخرون هم: قاسم چلبي الذي أُرسل لِلإقامة في البلاط البيزنطي، وعُمر چلبي، وحسن چلبي، وإبراهيم چلبي الذي تُوفي في حياة والده، وموسى الأصغر چلبيالذي تُوفي وهو ما يزال طفلًا صغيرًا.

### أخواته
- خوندي فاطمة سُلطان خاتون – تزوَّجت العالم المُتصوِّف أمير سُلطان شمسُ الدين مُحمَّد البُخاري.
- إرخوندي خاتون – تزوَّجت يعقوب بك بن پارس.
- سُلطان فاطمة خاتون – تزوَّجت سنجق بك.
- أُروز خاتون.
- ابنة لم يُذكر اسمها تزوَّجت أبو بكر ميرزا بن جلالُ الدين ميران شاه بن تيمورلنك.
- باشا مَلَك خاتون – تزوَّجت الأمير جلالُ الدين إسلام بن شمس الدين مُحمَّد، أحد القادة العسكريين في جيش تيمورلنك.